# Zales Ecton
Zales Nelson Ecton, född 1 april 1898 i Weldon, Iowa, död 3 mars 1961 i Bozeman, Montana, var en amerikansk republikansk politiker. Han representerade delstaten Montana i USA:s senat 1947-1953.
Ecton flyttade 1908 till Montana. Han studerade vid Montana State College och avlade sedan juristexamen vid University of Chicago.
Ecton besegrade demokraten Leif Erickson i senatsvalet 1946 och efterträdde Burton K. Wheeler som senator i januari 1947. Han ställde upp för omval i senatsvalet 1952 men besegrades av utmanaren Mike Mansfield.
Ecton var frimurare. Han gravsattes på Sunset Hills Cemetery i Bozeman.